# 維多利亞女王紀念碑
维多利亚女王纪念碑（英語：Victoria Memorial）是位于英国伦敦的一座大型纪念碑和雕塑组合，建于1911年。纪念碑的基座由2300吨汉白玉构成。

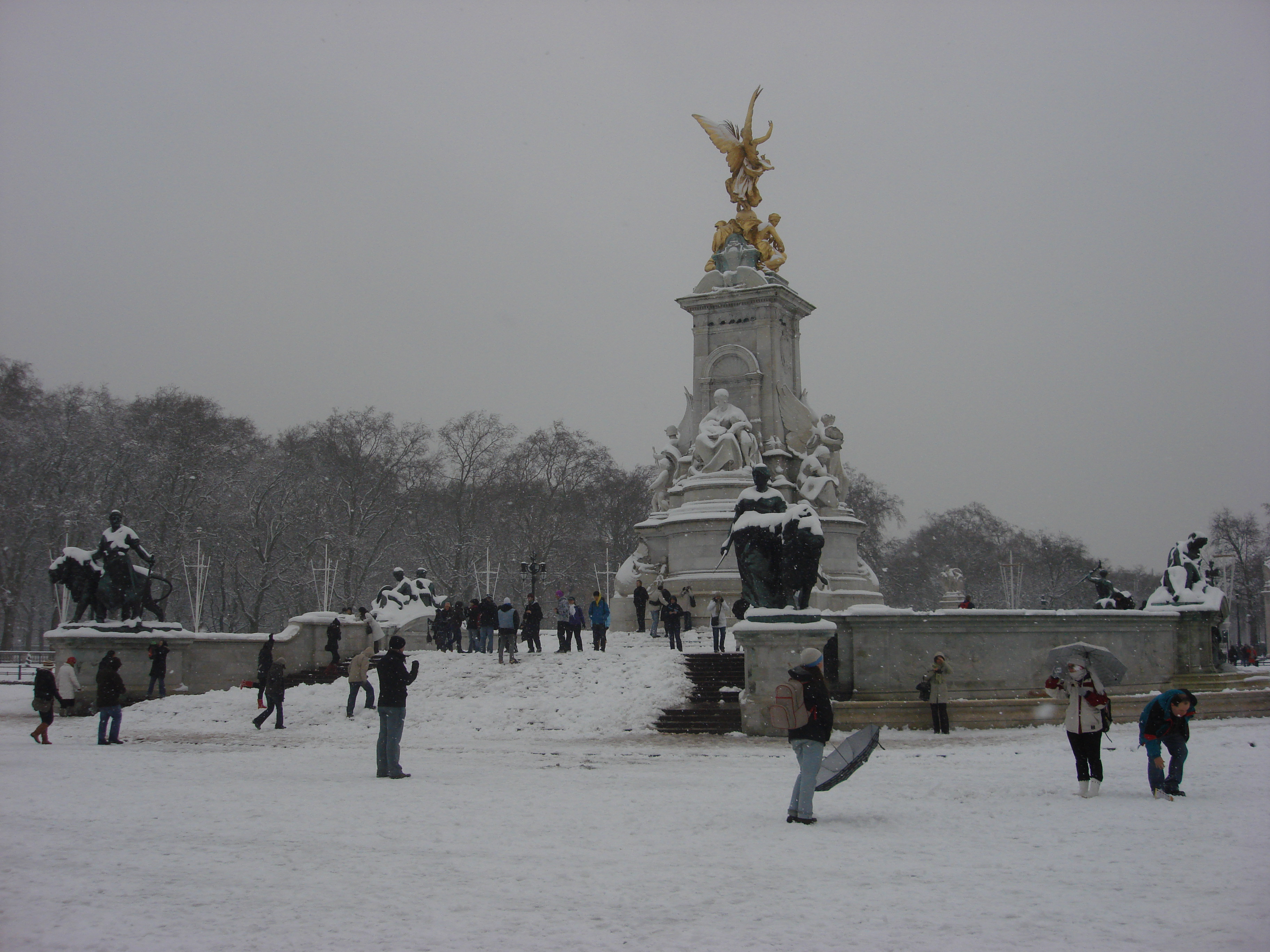
2009年雪中的维多利亚女王纪念碑

纪念碑位于白金汉宫前，林荫路的西南端。纪念碑的中心是主碑，底部是维多利亚女王的大型汉白玉坐像和正义和真理天使的雕像。顶端是鎏金的胜利女神和两个侍从像。主碑四周的基座由台阶和水池构成。基座四角各有一组人狮铜像，其中一组由新西兰人民赠送。整个纪念碑的装饰注重航海主题，与林荫路另一端的水师提督门遥相呼应。
纪念碑四周有花坛点缀，整个区域叫做“女王花园”。女王花园正面（东北面）是林荫路，右前方是圣詹姆斯公园，右边是澳大利亚门。背后（西南面）是白金汉宫。左边是加拿大门，背后是格林公园。左前方是圣詹姆斯宫。
1. ↑  . The Royal Parks.   [13 January 2015]. （原始内容存档于2019-03-18）.
2. 1 2  Bradley, Simon; Pevsner, Nikolaus, , The Buildings of England 6, London and New Haven: Yale University Press: 655–6, 2003
3. ↑   (PDF). The Royal Parks. 2014  [13 January 2015]. （原始内容存档 (PDF)于2022-03-08）.
4. ↑  Historic England. . National Heritage List for England.   [1 January 2015].